# Calitys scabra
Calitys scabra là một loài bọ cánh cứng trong họ Trogossitidae. Loài này được Thunberg miêu tả khoa học năm 1784.